# Dineo Seshee Bopape
Dineo Seshee Bopape là một nữ nghệ sĩ đa phương tiện người Nam Phi. Với việc sử dụng các video dựng phim thử nghiệm, âm thanh, các đối tượng tìm thấy ngẫu nhiên, ảnh và các phương thức sử dụng phép cài đặt bằng điêu khắc dày đặc, các tác phẩm nghệ thuật của cô "tham gia vào cuộc sống với khái niệm chính trị và xã hội mạnh mẽ của trí nhớ, mang theo nó cả tính tường thuật và tính đại diện."

## Cuộc sống
Bopape sinh ra tại Polokwane, Nam Phi vào năm 1981. Cô đã học vẽ và điêu khắc tại Viện Công nghệ Durban, và đã tốt nghiệp trường De Ateliers ở Amsterdam vào năm 2007. Năm 2010, cô đã hoàn thành một chương trình học MFA tại Đại học Columbia ở New York.
Trong số hàng loạt các địa điểm trưng bày, các tác phẩm nghệ thuật của Bopape đã được trưng bày tại Bảo tàng mới của nghệ thuật đương đại, Viện Nghệ thuật Đương đại, Philadelphia và Biennale de Lyon lần thứ 12. Triển lãm cá nhân các tác phẩm của cô đã được sắp đặt tại Mart House Gallery, Amsterdam; Hội Nghệ thuật Kwazulu Natal, Durban; và Palais de Tokyo. Bopape là người đã chiến thắng giải thưởng MTN New Contemporaries 2008, người thắng Giải thưởng Quỹ Toby năm 2010 của Đại học Columbia, Giải thưởng Sharjah Biennial 2017 và là người đã chiến thắng Giải thưởng Nghệ thuật Thế hệ Tương lai 2017.